# Montezuma (Indiana)
Montezuma é uma cidade  localizada no estado americano de Indiana, no Condado de Parke.

## Demografia
Segundo o censo americano de 2000, a sua população era de 1179 habitantes.
Em 2006, foi estimada uma população de 1123, um decréscimo de 56 (-4.7%).

## Geografia
De acordo com o United States Census Bureau tem uma área de
1,6 km², dos quais 1,6 km² cobertos por terra e 0,0 km² cobertos por água. Montezuma localiza-se a aproximadamente 157 m acima do nível do mar.

## Localidades na vizinhança
O diagrama seguinte representa as localidades num raio de 16 km ao redor de Montezuma.